# Platycichla
A Platycichla a madarak osztályának verébalakúak (Passeriformes) rendjébe és a rigófélék (Turdidae) családjába tartozó nem volt. Az új sorolások  a Turdus nembe helyezik ezt a két fajt is.

## Rendszerezésük
A nemet Spencer Fullerton Baird amerikai természettudós írta le 1848-ban, az alábbi 2 faj tartozott ide:
- Köhler-rigó (Platycichla flavipes vagy Turdus flavipes)
- Taczanowski-rigó (Platycichla leucops vagy Turdus leucops)